# Drassodes caspius
Drassodes caspius es una especie de araña araneomorfa del género Drassodes, familia Gnaphosidae. La especie fue descrita científicamente por Ponomarev & Tsvetkov en 2006.
La longitud del prosoma del macho es de 4,3 milímetros y el de la hembra 2,9-3,8 milímetros. La longitud del cuerpo del macho es de 9,8 milímetros y de la hembra 6,5-10,5 milímetros. La especie se distribuye por Bulgaria, Turquía, Rusia (Europa, Cáucaso), Azerbaiyán y Kazajistán.